# 김민하 (1997년)
김민하(1997년 2월 17일 ~ )은 대한민국의 배우이다.

## 학력
- 서울인왕초등학교
- 인왕중학교
- 상명대학교 사범대학 부속여자고등학교
- 성균관대학교

## 연기 활동

### 드라마
- 2008년 MBC 《흔들리지마》 ... 윤지 역
- 2008년 KBS2 《태양의 여자》 ... 연극씬 어린 도영 역
- 2008년 MBC every1 《별순검 시즌2》
- 2009년 MBC 《돌아온 일지매》
- 2010년 SBS 《당신의 천국》 ... 조민지 역
- 2011년 MBC 《하이킥! 짧은 다리의 역습》 ... 안종석 팬클럽 회원 역
- 2012년 SBS 《추적자 THE CHASER》 ... 한효진 역
- 2012년 SBS 《유령》 ... 차수연의 룸메이트 역
- 2013년 SBS 《장옥정, 사랑에 살다》 ... 어린 자경 역
- 2013년 SBS 《주군의 태양》 ... 박지은 역
- 2013년 SBS 《수상한 가정부》 ... 장지희 역
- 2014년 KBS2 《감격시대: 투신의 탄생》 ... 어린 말숙 역
- 2014년 SBS 《너희들은 포위됐다》 ... 김혜진 역
- 2016년 SBS 《미세스 캅 2》 ... 이해인의 동생 역
- 2016년 KBS2 《동네변호사 조들호》 ... 유라 역

### 영화
- 2010년 《친정엄마》 ... 14세 지숙 역
- 2011년 《링크》 ... 혜진 역
- 2017년 《더 킹》 ... 지민친구 2 역